# Kirill Poluektovič Naryškin
Kirill Poluektovič Naryškin, (in russo: Кирилл Полуэктович Нарышкин) (1623 – 10 maggio 1661), è stato un nobile russo, nonno materno di Pietro I di Russia.

## Biografia
Era il figlio di Poluektov Ivanovič Naryškin. Prese parte alla grande guerra con i polacchi. Nel 1663 entrò nel reggimento comandato da Artamon Sergeevič Matveev.

## Matrimonio
Sposò Anna Leont'evna Leont'eva, figlia di Leontiev Dmitrievič Leontiev (?-1706). Ebbero sette figli:
- Natal'ja Kirillovna (1651-1694), sposò Alessio I di Russia, ebbero tre figli;
- Ivan Kirillovič (1658-17 maggio 1682);
- Anastasio Kirillovič (1662-15 maggio 1682);
- Lev Kirillovič (1664-1705);
- Martemyan Kirillovič (1665-4 marzo 1697);
- Fëdor Kirillovič (1666-1691);
- Evdokia Kirillovna (?-9 agosto 1682).

Con il matrimonio di sua figlia, iniziò la sua ascesa.

## Morte
Morì il 10 maggio 1661 e fu sepolto nel Monastero di San Cirillo di Beloozero.